# Hög höjds effekt på människor

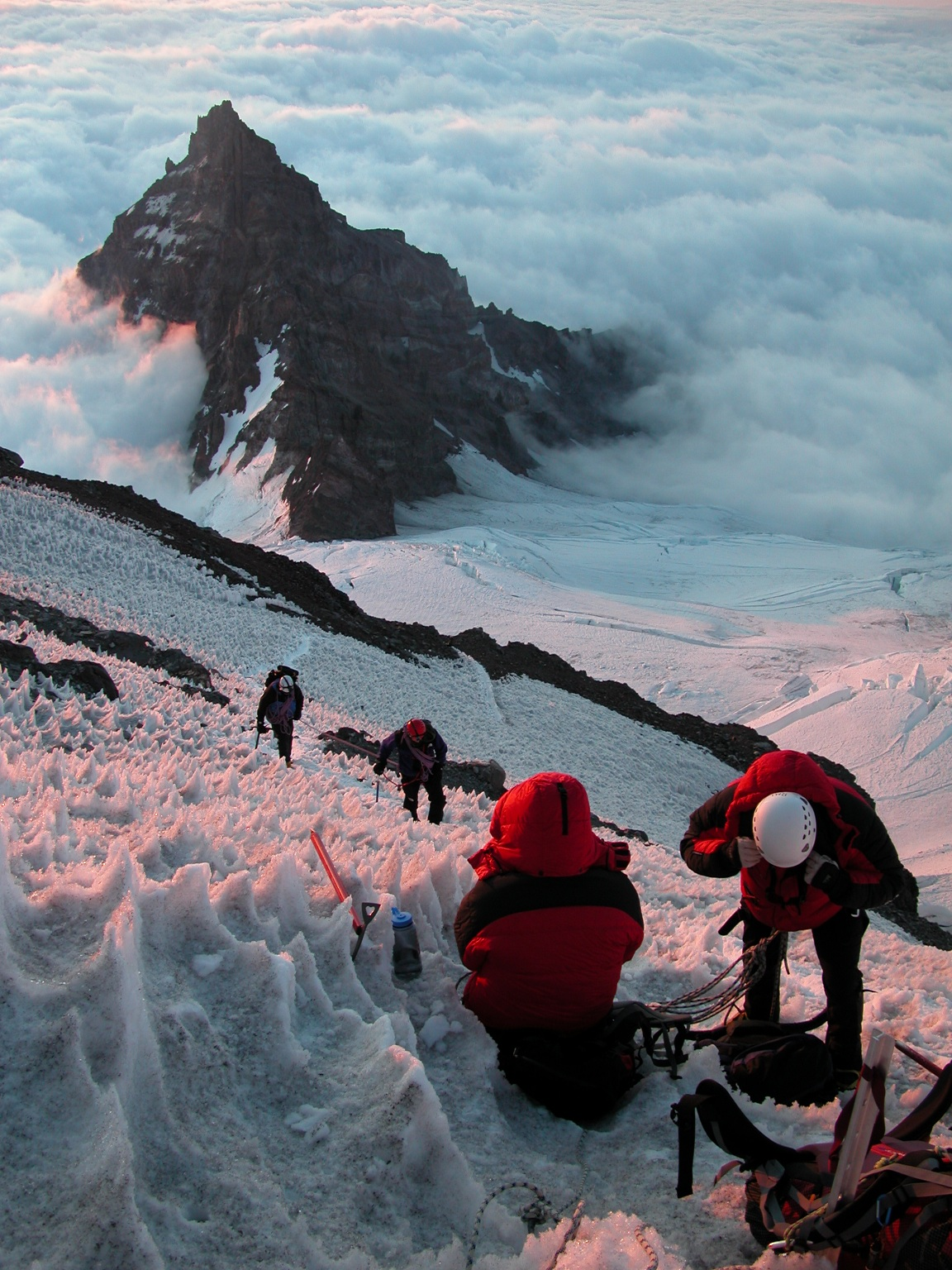
Bestigning av Mount Rainier.

Höga höjder påverkar människokroppen kraftigt. Mättnadsgraden hos syrebärande hemoglobin avgör mängden syre i blodet. Vid 2 100 m höjd över havet börjar hemoglobinets mättnadsgrad att falla snabbt. Människokroppen klarar dock av att anpassa sig till höga höjder, både på kort och lång sikt, vilket delvis kompenserar för syrebristen. Friidrottare utnyttjar detta för att öka sin prestationsförmåga. Anpassningsförmågan är dock inte gränslös, och höjder över 8 000 m kallas ofta "dödszonen" då acklimatisering vid dessa höjder inte längre är praktiskt möjlig.

## Effektens höjdberoende
Människokroppen fungerar bäst vid havsnivå, där atmosfärstrycket är 101,325 kPa eller 1013,25 millibar (dvs 1 atm per definition). Syrekoncentrationen (O2) vid havsytan i luften är 20,9 procent, så partialtrycket av O2 (PO2) är omkring 21,2 kPa. Hos friska individer mättar detta hemoglobinet, det syrebindande röda pigmentet i en röd blodkropp.

### Dödszonen

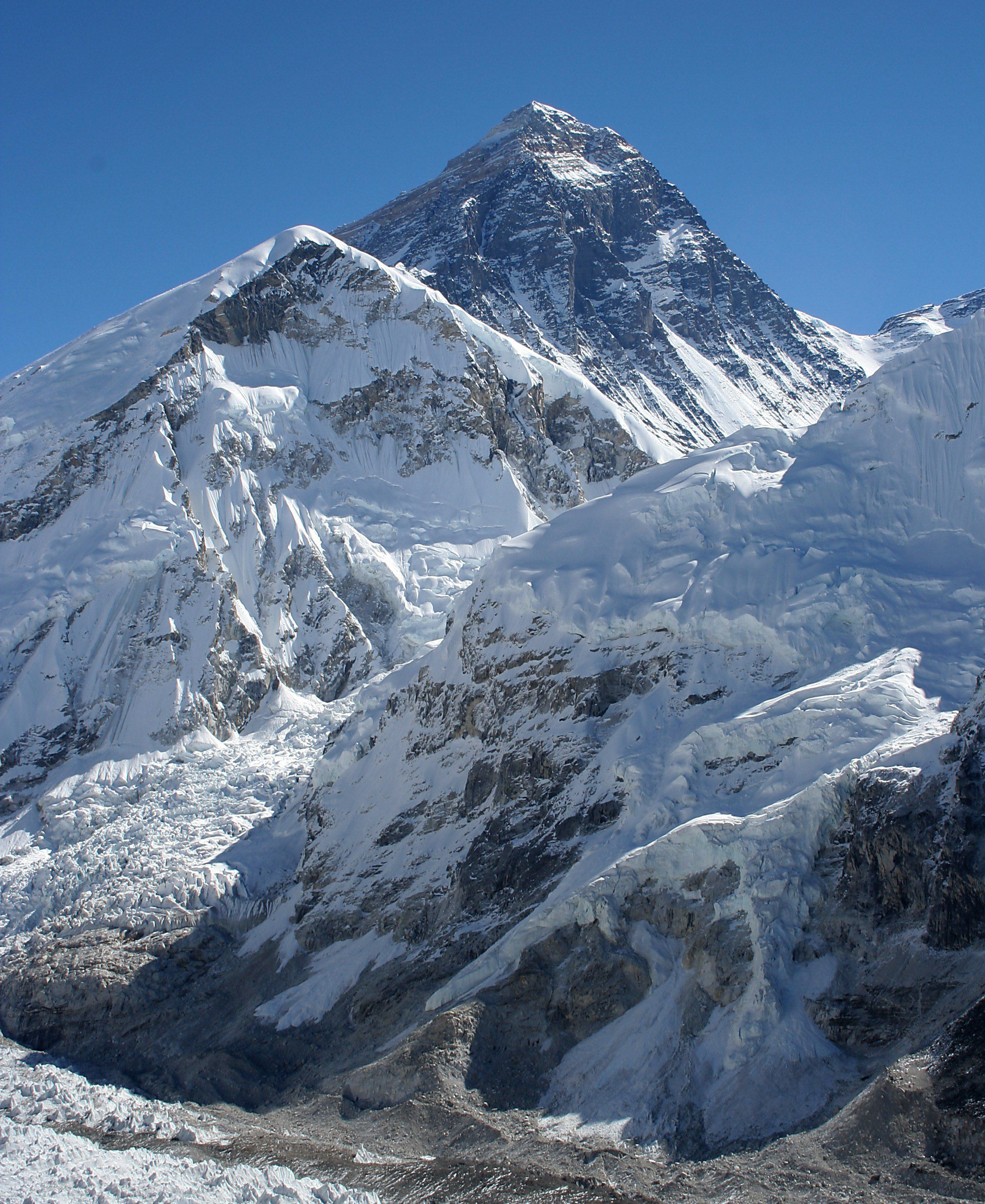
Mount Everest:s topp ligger i dödszonen

Dödszonen inom bergsklättring syftar på altituder ovanför en viss punkt, där mängden syre inte är tillräckligt hög för att varaktigt upprätthålla mänskligt liv. Zonen brukar avse höjder över 8 000 m med under 356 millibars atmosfärstryck.

## Höjdanpassning
Människokroppen kan anpassa sig till höga höjder genom snar och långtidsacklimatisering. I det korta perspektivet uppfattas syrebristen på hög altitud av karotidkropparna, en typ av kemoreceptorer som leder till att andningsrytmen ökar, hyperventilation. Hyperventilation orsakar dock även en motsatt effekt, respiratorisk alkalos, som hindrar andningscentrum från att höja andningsrytmen så mycket som krävs. Oförmåga att öka andningsrytmen kan förorsakas såväl av inadekvat karotidkroppssvar som pulmonell respiratorisk insufficiens eller njursjukdom.